# Filmserie
En filmserie er en serie eller række af relaterede film. Der er ingen "regler" for sammenhængen mellem filmene i en filmserie. Men filmene kan fx foregå inden for samme fiktive univers, have samme hovedperson, eller plottet kan udvikle sig handlings- og tidsmæssigt over flere film. 
Populære danske filmserier er bl.a.
- Olsen-banden
- Soldaterkammerater
- Far til fire
- Anja og Viktor

Populære udenlandske filmserier er bl.a.
- Star Wars
- James Bond
- Terminator
- Harry Potter
- Godfather
- Transformers.